# 福田村 (兵庫県)
福田村（ふくだむら）は、兵庫県加東郡にあった村。現在の加東市の南西端、加古川の左岸および小野市古川町・久保木町などにあたる。

## 地理
- 河川：加古川、出水川

## 歴史
- 1889年（明治22年）4月1日 - 町村制の施行により、大門村・西古瀬村・福吉村・上田村・沢部村・東古瀬村・中古瀬村・屋度村・東実村・古川村・久保木村の区域をもって発足。
- 1955年（昭和30年）3月31日 - 社町・米田村・上福田村・鴨川村と合併し、改めて社町が発足。同日福田村廃止。
- 1956年（昭和31年）4月1日 - 社町のうち旧村域の一部（大字古川・久保木）が小野市に編入。

## 経済

### 産業
農業
『大日本篤農家名鑑』によれば、福田村の篤農家は「蓬萊林太郎、小林英二、田中寅之助、内藤鹿之助、下山三場」などがいた。農業を営む人物は「蓬萊舜一郎、蓬萊宗兵衛」などがいた。

## 交通

### 道路
- 国道175号

## 出身・ゆかりのある人物
- 蓬萊宗兵衛（兵庫県多額納税者、農業[3]、東播合同銀行頭取） - 貴族院多額納税者議員選挙の互選資格を有した[3]。